# Green River (Colorado River)
Der Green River (englisch für „Grüner Fluss“) ist der größte Nebenfluss des Colorado River im Westen der USA. Er hat seine Quelle in Wyoming, fließt durch Utah, macht eine kurze Schleife durch den US-Bundesstaat Colorado und mündet nach 1175 Kilometern im Canyonlands-Nationalpark in den Colorado River. Auf seinem Weg liegen mehrere spektakuläre Canyons.
Der Green River entspringt der Wind River Range in den Rocky Mountains und fließt im westlichen Wyoming nach Süden und vereinigt sich mit dem Big Sandy River. Südlich der Stadt Green River, WY liegt der Stausee Flaming Gorge Reservoir, der sich bis in die nordöstliche Ecke Utahs erstreckt. Der Stausee ist in der Region eine wichtige Wasserquelle und wird zur Energiegewinnung eingesetzt. Der Bau des 1963 fertiggestellten Staudamms war umstritten.
Östlich der Uinta Mountains verläuft der Green River in einer Schleife durch den Nordwesten Colorados und kommt beim Dinosaur National Monument zurück nach Utah, wo der White River in den Fluss mündet. Weiter südlich durchläuft der Green River auf einer Strecke von 192 km zuerst den Desolation Canyon und dann den Gray Canyon, bevor er die Ortschaft Green River, UT erreicht. Er fließt weiter nach Süden und trifft im Canyonlands-Nationalpark auf den Colorado River.

## Geschichte
Archäologische Entdeckungen zeigten, dass in den Canyons des Green River zwischen dem 7. und 13. Jahrhundert Menschen der Fremont-Kultur gelebt hatten, die als Halb-Nomaden in Grubenhäusern wohnten und Petroglyphen hinterlassen haben. In späteren Jahrhunderten siedelten Jäger der Shoshone- und Ute-Indianer in den Tälern des Flusses.
Die spanischen Mönche Dominguez und Escalante erreichten 1776 als erste Weiße den Fluss, den sie Rio de San Buenaventura nannten. Als sie später weiter westlich den Sevier River entdeckten, identifizierten sie ihn irrtümlich mit dem Buenaventura und ihr Kartograf Bernardo de Miera zeichnete den Fluss in südwestlicher Richtung statt des korrekten Verlaufs nach Süden zum Colorado River. Dieser Irrtum gab Anlass für die jahrzehntelange Suche nach dem legendären Buenaventura River, der die Rocky Mountains mit dem Pazifischen Ozean verbinden sollte. Den realen Fluss zum Colorado benannten spanische und mexikanische Entdecker später in Rio Verde (spanisch für Green River) um, möglicherweise aufgrund der Farbe des Wassers.
1819 kamen britische Trapper der Hudson’s Bay Company an den Oberlauf des Green River. 1824 erkundeten amerikanische Pelzjäger der Rocky Mountain Fur Company um William Ashley und Jedediah Smith den Fluss zwischen den Uinta Mountains und der Mündung des White River. 1825 fand das erste sogenannte Rendezvous der Pelzjäger und -händler an einem Nebenfluss des Green River statt. Pelzhändler gründeten später in der Nähe der Mündung mehrere Handelsposten. In den 1840er Jahren erforschte John C. Frémont mehrfach die Region. Er stellte auch fest, dass der Green River nicht, wie bis dahin angenommen, dem Großen Salzsee entspringt. John Wesley Powell kartografierte 1869 und 1871 den Fluss und benannte viele der Canyons, Stromschnellen und geografischen Besonderheiten.
Vernal, die erste dauerhafte Siedlung am Green River, wurde 1878 von Mormonen gegründet. Bis in die 1940er Jahre wurde die Region für die Landwirtschaft genutzt. Später entdeckte man Erdöl und Erdgas. Ein Großteil des Landes entlang des Flusses gehört der Bundesregierung. Der Tourismus ist die Haupteinnahmequelle der Region geworden.

## Ökosysteme
Der Oberlauf des Green Rivers gehört zum Größeren Yellowstone-Ökosystem. Er ist geprägt durch die Bergketten der Wind River Range und der Gros Ventre Range. Das Hochtal ist Winterquartier für Gabelböcke und Maultierhirsche, die jeden Winter vom Grand-Teton-Nationalpark und dem National Elk Refuge über die Berge zum Green River ziehen. Mit rund 260 km handelt es sich um die längste saisonale Wanderbewegung von Landtieren in Nordamerika. Zwischen 2007 und 2012 wurden Vereinbarungen mit Landeigentümern und Bundesbehörden getroffen, durch die der Zugweg dauerhaft geschützt ist.
In Utah erreicht der Fluss das Colorado-Plateau mit seinen Halbwüsten und Wüstenregionen. Hier ist der Canyon des Green Rivers als Korridor und Wasserquelle von erheblicher Bedeutung für das regionale Klima, die Vegetation und die Tierwelt.